# أناين بينغ
أناين بينغ هي عارضة دنماركية، ولدت في 30 نوفمبر 1982 في الدنمارك في مملكة الدنمارك.

## وصلات خارجية
- أناين بينغ على موقع دليل عارضات الأزياء (الإنجليزية)